# Емори (Вирџинија)
Емори (енгл. Emory) насељено је место без административног статуса у америчкој савезној држави Вирџинија.

## Демографија
По попису из 2010. године број становника је 1.251.
| Група             | 2000.    | 2010.         |
| Белци             | 0 (0,0%) | 1.129 (90,2%) |
| Афроамериканци    | 0 (0,0%) | 69 (5,5%)     |
| Азијати           | 0 (0,0%) | 16 (1,3%)     |
| Хиспаноамериканци | 0 (0,0%) | 21 (1,7%)     |
| Укупно            | 0        | 1.251         |